# فائون

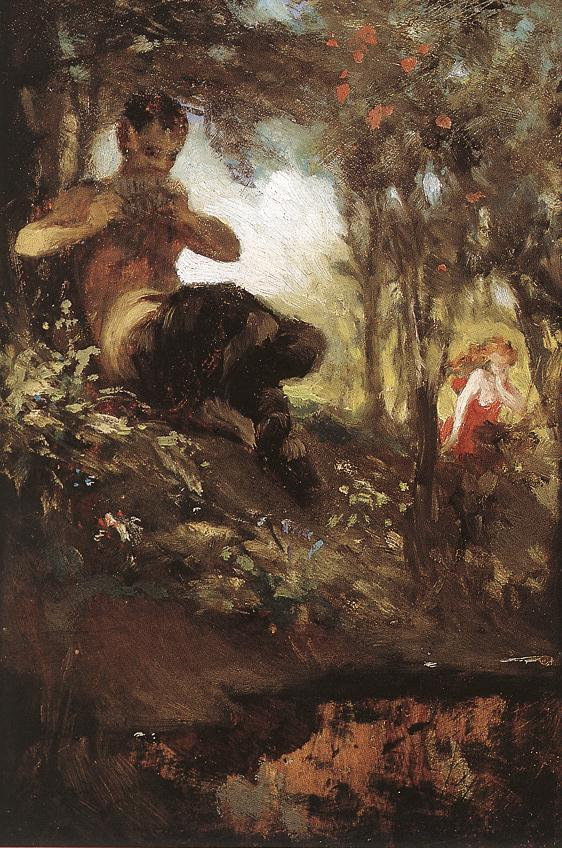
یک فائون، اثر نقاش مجارستانی، Pál Szinyei Merse

نیم‌خدای جنگل یا فائون‌ها در اسطوره‌شناسی رومی روح‌های جنگل رام‌نشدنی هستند. فائون‌ها شاخ دارند و نیم‌تنه بالایی شبیه انسان داشته و از کمر به پایین مانند بز هستند. فائون‌ها وجوه مشترکی نیز با ساتیرها (روح‌هایی در در اسطوره‌شناسی یونانی) دارند.